# Шебертинское муниципальное образование
Шебертинское муниципальное образование — сельское поселение в Нижнеудинском районе Иркутской области России. Административный центр — село Шеберта.

## Демография
По результатам Всероссийской переписи населения 2010 года
численность населения муниципального образования составила 1980 человек, в том числе 924 мужчины и 1056 женщин.

## Населённые пункты
В состав муниципального образования входят населённые пункты
- Шеберта (село)
- Большеверстовск (деревня)
- Вершина (посёлок)
- Даур (село)
- Шеберта (посёлок ж.-д. станции)[2]

Упразднённые населённые пункты:
- Варяг (участок)[3].